# Peridroma ochreacosta
Peridroma ochreacosta är en fjärilsart som beskrevs av Tutt 1892. Peridroma ochreacosta ingår i släktet Peridroma och familjen nattflyn. Inga underarter finns listade i Catalogue of Life.